# Park Jin-pyo
Park Jin-pyo (박진표), né en 1966, est un réalisateur et scénariste sud-coréen. Il a notamment réalisé Trop jeunes pour mourir et Tu es mon destin.

## Filmographie
- 2002 : Trop jeunes pour mourir (Jukeodo joha) - réalisateur, producteur
- 2003 : If You Were Me (Yeoseot gae ui siseon), segment Tongue Tied - réalisateur, scénariste
- 2005 : Tu es mon destin (Neoneun nae unmyeong) - réalisateur, scénariste
- 2007 : Voice of a Murderer (Geunom moksori) - réalisateur, scénariste
- 2009 : Nae sarang nae gyeolae - réalisateur, scénariste
- 2015 : Oneului yeonae - réalisateur, scénariste

## Récompenses
- 2002 : 21e festival international du film de Vancouver : Mention spéciale (Trop jeunes pour mourir)
- 2002 : 5e Director's Cut Awards : Meilleur nouveau réalisateur (Trop jeunes pour mourir)
- 2005 : 26e Blue Dragon Film Awards : Meilleur réalisateur (Tu es mon destin)